# Deutschneudorf
Deutschneudorf är en kommun och ort i Landkreis Erzgebirgskreis i förbundslandet Sachsen i Tyskland. Kommunen har cirka 900 invånare.
Kommunen ingår i förvaltningsområdet Seiffen/Erzgeb. tillsammans med kommunerna Heidersdorf och Seiffen/Erzgeb..